# 비너스 윌리엄스
비너스 에보니 스타 윌리엄스(영어: Venus Ebony Starr Williams, 1980년 6월 17일~)는 미국의 테니스 선수이다. 전 세계 랭킹 1위였던 선수로 2007, 2008년 윔블던 단식에서 우승했으며 2008, 2009년 윔블던과 2009년 호주 오픈 복식에서도 우승했다.
WTA 투어에서 16년간 뛰어온 그녀는 그랜드 슬램 17번(단식 7회, 여자 복식 8회, 혼합 복식 2회)을 포함, 총 56번의 우승을 했다. 또한 남녀 통틀어 올림픽 테니스 금메달을 가장 많이 딴 선수로, 단식에서 1번, 복식에서 2번 금메달을 획득했다.
테니스 선수 세리나 윌리엄스의 언니이기도 하다.

## 관련 영화
- 킹 리차드

## 같이 보기
- 그랜드 슬램 (테니스)
- 올림픽 테니스
- 역대 WTA 랭킹 1위 테니스 선수 목록